# Rimsko kraljestvo
Rimsko kraljestvo (lat. Regnum Romanum) je bila monarhija na Apeninskem polotoku. Po mitiziranem literarnem izročilu je bila ustanovljena 21. aprila 753 pr. n. št., leta 509 pr. n. št. pa je na njeni osnovi nastala Rimska republika.

## Predzgodovina
Od 10. do 7. stoletja pr. n. št. so ozemlje Apeninskega polotoka poseljevala različna ljudstva. Od prvotnih prebivalcev so bili najštevilnejši Etruščani, nato so se v osrednji del polotoka naselili italski narodi (Latinci, Oski, Umbrijci, Sabinci in drugi), medtem ko so na jugu bivali predvsem Japigi in Grki. Rim je nastal na skrajnem južnem robu Etruščanskega ozemlja, na meji s posestvi Latincev. Z ustanovitvijo Rima začne obstajati Rimsko kraljestvo.

## Legenda in zgodovina
Večina podatkov o nastanku in razvoju Rimskega kraljestva ni podprta z zgodovinskimi pričevanji, ker so Galci v prvi plenitvi Rima popolnoma uničili državni arhiv in zabrisali vsako drugo sled za preteklostjo. Opis tega obdobja nam podajajo Tit Livij, Plutarh in Dionizij iz Halikarnasa, ki so živeli na prelomu v naše štetje, torej stoletja po zatonu rimskega kraljestva. Še posebno Tit Livij (59 pr. n. št.–17 n. št.) je jemal vire predvsem iz ustnega izročila ter iz nekaterih institucionalnih in arhitekturnih značilnosti mesta, zato so podatki zelo nenatančni. Dragoceni so njegovi opisi preteklih običajev, zakonov in družbenega življenja sploh, vendar manjka zgodovinska nepristranskost.
Arheološka najdišča pa podpirajo Livijevo pripovedovanje o mogočnem Servijevem obzidju, ki naj bi bilo zgrajeno okoli Rima v šestem stoletju in nato obnovljeno dve stoletji pozneje za časa republike, vendar izkopanine doslej še niso mogle potrditi, kdo in kdaj natančno je dal sezidati to obrambo.
O rimskih kraljih je zanesljivo znano samo njihovo poreklo. Prvi štirje so bili izmenično Latinci in Sabinci, nato so sledili še trije Etruščani. Vse ostalo je več ali manj legenda.

## Prvi štirje kralji
Prvi štiri rimski kralji so bili Romul, Numa Pompilij, Tul Hostilij in Ank Marcij. Vladali so od leta 753 pr. n. št. do leta 616 pr. n. št., skupno 137 let. V to obdobje legenda postavlja začetek mnogih običajev in določitev osnovnih državnih zakonov. V opisu kraljev se da razbrati nekakšen postopni razvoj državnosti, od ustanovitelja, preko svečenika, do vojščaka in gospodarstvenika. 
Romul, Latinec, ustanovitelj Rima, naj bi uredil osnovno zakonodajo, imenoval ustanovne člane senata in izvojeval vse ozemlje današnjega Lacija. Njegov naslednik Numa Pompilij, Sabinec, je bil miroljuben in pobožen človek, ki je uvedel nov koledar in določil nove liturgične službe. Popolno nasprotje je bil naslednji kralj, Latinec Tul Hostilij, napadalen in bojevit ter okruten do premaganih. Četrti rimski kralj je bil Sabinec Ank Marcij, Numov vnuk, ki je uvedel več ekonomskih reform in ustanovil prvo solino,  .

## Trije kralji etruščanskega izvora
Z nastopom petega rimskega kralja se začenja doba Tarkvinijev, dinastije kraljev Etruščanskega izvora. To verjetno pomeni, da so v tem času Etruščani enostavno premagali Rimljane, a poznejša literatura, iz časa spet zmagovitih Rimljanov, se ni marala spominjati na obdobje podložnosti. Tako naj bi legenda v veliki meri prekrila zgodovino. 
Morda pa je sprememba nastala na miren način. Rim je že v dobi Anka Marcija postal ekonomsko pomembno središče, kamor so se v velikem številu preseljevali etruščanski trgovci. Zaradi večje trgovske sposobnosti in sploh vsled višje kulturne ravni, so se Etruščani zlahka uveljavili in v kratkem zasedli tudi visoke politične položaje. Taka postopna etruščanska kolonizacija Rima pa ni v skladu s skromnimi zgodovinskimi podatki, ki so na razpolago. Kot na primer poroča Evtropij, je Ank Marcij umrl zaradi bolezni in oblast je prevzel Tarkvinij Prisk, vendar so po 38 letih Priska umorili prav Ankovi sinovi. Zanimivo je, da s tem niso prišli do oblasti, čeprav je bila tedaj pravica do prestola že dedna, temveč se je s to pravico okoristil drugi Tarkvinij, verjetno Priskov sin. Čeprav ni izrecno povedano, nasledstvo Anka Marcija ni poteklo na povsem miroljuben način.
Dinastija Tarkvinijev je vladala vsega 107 let s Tarkvinijem Priskom, Servijem Tulijem in Tarkvinijem Ošabnim. Po legendi naj bi se v tem času kraljestvo razširilo in utrdilo, vendar naj bi bil zadnji od kraljev nasilnež in tiran, ki naj bi privedel do propada kraljevine in nastanka republike. Nekateri moderni zgodovinarji  pa postavljajo teorijo o miroljubnem prehodu. Republika naj bi bila naravna posledica pospešenega kulturnega razvoja, ki so ga Etruščani povzročili v rimski civilizaciji. Vendar naj bi Rimljani v času imperija, ko so nastali Livijevi "zgodovinski" opisi nastanka republike, ne marali priznati Etruščanom zaslug pri ustvarjanju mogočne rimske civilizacije. Zato naj bi poudarjali, da je bil samo rimski narod (gentes romanae), ki se je uprl proti poslednjemu kralju, zaslužen za vse poznejše uspehe. 
V obdobju Tarkvinijev (616 pr. n. št. – 509 pr. n. št.) se je rimsko kraljestvo v marsičem spremenilo. Kralj ni bil več izvoljen z ljudskim glasovanjem, temveč je naslov podedoval in senat je postopoma izgubil večji del oblasti. Politična ureditev se je zgledovala po etruščanski, kjer je bila oblast porazdeljena na mestne uprave (kot v grških polis), kar je uvedlo precejšnjo decentralizacijo uprave. Natančno so bile določene pravice rimskega državljana (cives romanus) in nastal je razred plebejcev. Prvič v zgodovini je bil organiziran popis prebivalstva (census), ki je državljane razdelil na pet razredov glede na premoženje. Prav na podlagi tega popisa je bila vojska popolnoma preurejena . Mesto Rim, ki je dotlej zavzemalo v glavnem samo  Palatinski grič z bližnjo okolico, se je razširilo preko Kvirinala, Viminala in Eskvilina ter dobilo prvo obzidje, medtem ko so se v središču samem začeli graditi templji in civilne gradnje, na primer kanalizacija skozi mesto do Tibere in prva oblika velikega dirkališča Circus maximus.

## Politična ureditev
Glede na to, da se na stare zgodovinarje ni vedno moč zanesti, se navadno politična in socialna ureditev rimskega kraljestva sklepa iz poznejšega stanja. Razen tega so splošno sprejeti za verodostojne tisti podatki, ki jih omenja več starinskih zapisov (versio vulgata = ljudsko izročilo).
Tako je na primer gotovo, da je bil na čelu države kralj, a ni znano, kolikšna je bila njegova oblast, niti katere so bile njegove pristojnosti. Po važnosti, ki jo je imel senat v letih republike, se da sklepati, da je dejansko nastal stoletja prej v obliki svèta starešin, ki je postopoma prerasel celo kraljevo oblast, vse do republike. Katere so bile vmesne razvojne stopnje, ni znano. Treba je tudi upoštevati stoletno nasprotovanje med patriciji in plebejci, ki je dobro znano iz poznejših verodostojnih virov, a je gotovo nastalo že v prvih časih kraljestva in je verjetno podlaga za razumevanje velikega dela starorimske civilizacije. 
Ob upoštevanju gornjih predpostavk, se da strniti zgodovino rimskega kraljestva v nekaj stavkih.
V samem začetku mesta in poznejše države je vladal občestvu svet starešin, to je poglavarjev pomembnejših družin. Kralj je bil predstavnik sveta in formalno odgovorna oseba, nikakor pa ne brezprizivna oblast. V teku stoletij se prestižni položaj svèta, imenovanega senat, ni veliko spreminjal, saj so ga zainteresirani krčevito branili. Tako je njihova elita postala najvišja državna oblast, ki je bila več ali manj vedno enako številna, medtem ko se je porast prebivalstva hitro večal. S tem so nastale velike socialne razlike. Za poravnavo teh razlik so zadnji kralji, Etruščani, izdali več zakonov, s katerimi so skušali uravnovesiti številčno razmerje med plebejci in patriciji. Slednji so se tega dobro zavedali in prav to je bil vzrok za strmoglavljenje kraljestva in uvedbo republike, v kateri so imeli patriciji dejansko neomejeno zakonito oblast.